# Witold Hupert
Witold Hupert (ur. 24 października 1871 w Złoczowie, zm. 1939) – pułkownik piechoty Wojska Polskiego, historyk wojskowości.

## Życiorys
Urodził się 24 października 1871 w Złoczowie. 
Jesienią 1894 rozpoczął zawodową służbę w cesarskiej i królewskiej Armii. Został wcielony do 2 Galicyjskiego Pułku Ułanów w Tarnowie. W 1898 został przeniesiony do 13 Galicyjskiego Pułku Ułanów w Złoczowie, w 1905 do 8 Galicyjskiego Pułku Ułanów w Tarnopolu, a trzy lata później do 12 Węgierskiego Pułku Ułanów w Székesfehérvár. W czasie służby w c. i k. Armii awansował na kolejne stopnie w korpusie oficerów kawalerii: porucznika ze starszeństwem z 1 września 1894, nadporucznika ze starszeństwem z 1 listopada 1898 i rotmistrza ze starszeństwem z 1908.
Po zakończeniu I wojny światowej i odzyskaniu przez Polskę niepodległości dekretem Naczelnego Wodza Wojsk Polskich Józefa Piłsudskiego z 27 stycznia 1919 jako były oficer armii austro-węgierskiej został przyjęty do Wojska Polskiego wraz z zatwierdzeniem posiadanego stopnia majora. W tym stopniu po wybuchu wojny polsko-ukraińskiej pełniąc stanowisko dowódcy krakowskiej Legii Oficerskiej został przydzielony do grupy odsieczy Przemyśla (działania w dniach 9–12 listopada 1918), później dowodząc jednostką dokonał ataku na Gródek Jagielloński, 19 listopada 1918 wyruszył z wojskami polskimi do obrony Lwowa. Z rozkazu gen. Bolesława Roji dnia 24 listopada 1918 jako dowódca Legii Oficerskiej otrzymał zadanie doraźnego wkroczenia do Lwowa przeciw motłochowi na placu Kleparskim, a następnie jednostka była zobowiązana do patrolowania i warty w lwowskiej dzielnicy żydowskiej. 25 listopada 1918 został mianowany podpułkownikiem w strukturze Grupy Operacyjnej gen. Roji oraz otrzymał wówczas od niego najgorętsze uznanie i podziękowanie w imieniu służby żołnierza polskiego za służbistość i gorliwe pojmowanie obowiązków. 6 grudnia 1918 wraz z krakowską Legią Oficerską został skierowany do wzmocnienia Dublan, jednak po drodze toczył walki w rejonie Zboisk, zaatakowany przez nieprzyjaciela od strony Laszek Murowanych. Rozkazem gen. Rozwadowskiego z 17 grudnia 1918 został mianowany w Przemyślu dowódcą grupy operacyjnej nazwanej swoim nazwiskiem, działającej w rejonie rzeki Wiar, skąd następnie improwizowana jednostka powróciła do miasta. Od stycznia 1919 brał udział w walkach podczas wojny polsko-czechosłowackiej w rejonie rzeki Olzy. Pełnił wówczas funkcję dowódcy II batalionu 16 pułku piechoty.
Reprezentując Towarzystwo Wiedzy Wojskowej w kwietniu 1920 uczestniczył w naradzie historyków w Warszawie w sprawie organizacji nauki historycznej w Polsce (wraz z nim dr Marian Kukiel). Podczas trwającej wojny polsko-bolszewickiej w stopniu podpułkownika sprawował stanowisko dowódcy 76 pułku piechoty od 24 maja do 26 lipca 1920 (w tym czasie jednostka stacjonowała na linii demarkacyjnej tocząc utarczki z Litwinami, brała udział w obronie Wilna, a także 16 lipca 1920 w bitwie pod Klepaczami, zakończonej odwrotem. Później został mianowany pułkownikiem, w 1923 jako oficer przeniesiony w stan spoczynku pozostawał w Rezerwie Oficerów Sztabowych Dowództwa Okręgu Korpusu Nr I. Jako emerytowany pułkownik zamieszkiwał w Warszawie. W 1934 był w dyspozycji dowódcy OK I i pozostawał wówczas w ewidencji Powiatowej Komendy Uzupełnień Warszawa Miasto III.

## Publikacje
- Powstanie Kościuszki 1794 r. (1919)
- Historia wojenna polska w zarysie (1919)
- Historia wojenna polska w zarysie. T. 1. Do roku 1795 (1921)
- Historia wojenna porozbiorowa (1921)
- Podstawowe pojęcia historii wojennej (1921)
- Wojny XIX wieku w wyborze. T. 1 (1923)
- Wojny XIX wieku w wyborze. T. 2 (1923)
- Operacje wojny światowej w wyborze (1924)[28]
- Zajęcie Małopolski wschodniej i Wołynia w roku 1919 (1928)[29]
- Walka o Lwów (od 1 listopada 1918 do 1 maja 1919 roku) (1933)

## Odznaczenia
- Medal Pamiątkowy za Obronę Śląska Cieszyńskiego[21]